# En bonne compagnie (film, 2023)
Pour les articles homonymes, voir En bonne compagnie.
Pour plus de détails, voir Fiche technique et Distribution.
En bonne compagnie est un film dramatique franco-espagnol réalisé par Sílvia Munt, sorti en 2023.
L'intrigue du film s'inspire de la lutte féministe pour le droit à l'avortement en Espagne, les réseaux qui ont facilité l'Interruption volontaire de grossesse en France et l'affaire connue sous le nom des 11 de Basauri (es), un groupe de femmes qui ont subi un procès pénal en étant accusées d'avoir effectué une IVG.

## Synopsis
Le film se déroule durant l'été 1977. Bea a 16 ans et rejoint la vague de changement qui balaie le pays ; elle collabore avec un groupe de femmes pour rendre visible la cause féministe et obtenir l'approbation du droit à l'avortement. La révolte qu'elle a dans le sang va se mêler à un sentiment inattendu qui va bouleverser son univers intérieur. Tout au long de ces mois, Bea va développer une amitié très particulière avec Miren, une jeune fille un peu plus âgée qu'elle et issue d'une bonne famille. Son engagement politique et sa relation avec Miren feront de cet été une étape qui marquera un avant et un après dans sa vie.

## Fiche technique
Sauf indication contraire, les informations mentionnées dans cette section peuvent être confirmées par les bases de données cinématographiques IMDb et Allociné,  présentes dans la section « Liens externes ».
- Titre original : Las buenas compañias
- Réalisation : Sílvia Munt
- Scénario : Sílvia Munt et Jorge Gil Munárriz
- Musique : Paula Olaz
- Décors : Llorenç Miquel
- Costumes : Saioa Lara
- Photographie : Gorka Gómez Andreu
- Son : Andrea Sáenz Pereiro
- Montage : Bernat Aragonès
- Production : Ander Barinaga-Rementeria, Xabier Berzosa, Antonio Chavarrias, Fernando Larrondo et Monica Lozano
  - Coproduction : Joki Etcheverria, Philippe Gompel et Brigit Kemner
- Sociétés de production : Oberon Cinematografica, Irusoin, Manny Films et La Fidèle
- Société de distribution : Damned Distribution
- Pays de production :  Espagne et  France
- Langue originale : espagnol
- Format :
- Genre : Drame
- Durée : 95 minutes
- Dates de sortie :
  - Espagne : 13 mars 2023 (Malaga) ; 5 mai 2023 (en salles)
  - France : 18 octobre 2023

## Distribution
- Alícia Falcó : Bea
- Itziar Ituño : Feli
- Elena Tarrats : Miren
- María Cerezuela : Toto
- Ainhoa Santamaria : Belén
- Itziar Aizpuru : Sagrario
- Ivan Massagué : Rafa
- Miguel Garcés : Juanjo
- Mikel Laskurain : Juan Mari